# Студенка (Белинский район)
Студенка — село в Белинском районе Пензенской области России, административный центр Студенского сельсовета.

## География
Село расположено в 23 км на запад от райцентра города Белинский.

## История
Основано помещиком, крестьяне переведены из шацких сел бояр Нарышкиных Конобеева, Шаморга и других в 1711–1712 гг. С 1780 г. – в составе Чембарского уезда Пензенской губернии. Помещик держал лесные пристани на р. Вороне для сплава леса по рекам Вороне, Хопру и Дону в южные губернии. Многие крестьяне занимались поэтому лесными промыслами. В 1861 г. крестьяне А.С. Уварова (около 600 человек вместе с с. Черногай) приняли участие в восстании за полную и немедленную отмену крепостного права (центр восстания находился в с. Кандиевке), прекратили ходить на барщину, разобрали господский хлеб и инвентарь. В 1864 г. в селе имелись церковь, 4 маслобойни (били конопляное масло).
В 1877 г. – волостной центр Чембарского уезда, 183 двора, деревянная церковь во имя Знамения Пресвятой Богородицы (построена в 1776 г., исправлена в 1879 г.), земская школа, 4 лесные пристани. В 1880-х гг. при селе основан Морозовский питомник (см. Морозовское лесничество). В 1896 г. в селе 263 двора. В 1911 г. – центр Студенецкой волости Чембарского уезда, одна крестьянская община, 308 дворов, церковь, церковноприходская школа, 2 ветряные мельницы, 2 кузницы, 2 кирпичных сарая, 7 лавок.
В 1920-е гг. в селе работал лесопильный завод, в 1934 г. законсервирован. C 1928 г. — центр Студенского сельсовета в Поимском районе Пензенского округа Средне-Волжской области. C 1939 г. — в составе Пензенской области. В 1955 г. — центральная усадьба колхоза имени Димитрова. С 1959 года — в составе Белинского района.

## Население
| 1864  | 1877  | 1897  | 1911  | 1926  | 1930  | 1939  |
| ----- | ----- | ----- | ----- | ----- | ----- | ----- |
| 918   | ↗1296 | ↗1519 | ↗1993 | ↗2017 | ↗2161 | ↘1349 |
| 1959  | 1979  | 1989  | 1996  | 2002  | 2010  |       |
| ↘1203 | ↘825  | ↗838  | ↗870  | ↘761  | ↘741  |       |